# Верхньогаївська сільська рада
| Верхньогаївська сільська рада — орган місцевого самоврядування у Дрогобицькому районі Львівської області з адміністративним центром у с. Верхні Гаї.З 2021 року не діє ,в рамках децентралізації сільські ради укрупнено в територіальні громади (ОТГ).На тепер Верхньогаївська сільська рада об'єдналася разом з сільськими і міськими радами в Дрогобицьку міську громаду. Історична дата утворення: в 1940 році. Водоймища на території, підпорядкованій даній раді: річка Летнянка. 7.5.1946 перейменували село Гаї Вижні на село Верхні Гаї і Гаї-Вижнянську сільську Раду — на Верхньогаївську. Сільській раді підпорядковані населені пункти: - с. Верхні Гаї |

## Склад ради
Рада складається з 16 депутатів та голови.

### Керівний склад ради
| ПІБ                       | Основні відомості                                                                          | Дата обрання | Дата звільнення |
| ------------------------- | ------------------------------------------------------------------------------------------ | ------------ | --------------- |
| Ханас Володимир Йосипович | Сільський голова, 1976 року народження, освіта                                             | 26.03.2006   | 31.10.2010      |
| Ханас Володимир Йосипович | Сільський голова, 1976 року народження, освіта вища, член політичної партії 'Наша Україна' | 31.10.2010   |                 |

Примітка: таблиця складена за даними джерела